# 少年のアビス
『少年のアビス』（しょうねんのアビス、Boy's Abyss）は、峰浪りょうによる日本の漫画作品。『週刊ヤングジャンプ』（集英社）にて2020年13号から2024年34号まで連載された。「次にくるマンガ大賞2021 コミックス部門」で11位を獲得。2022年7月時点で累計発行部数は100万部を突破している。
『溺れる花火』、『ヒメゴト〜十九歳の制服〜』、『初恋ゾンビ』に続く4作目となる連載作品。
毎日放送の「ドラマ特区」枠にて、テレビドラマ化され、2022年9月2日から10月21日まで放送された。

## あらすじ
高校生の黒瀬令児は、看護助手の母、引きこもりの兄、認知症の祖母との4人で何もない地方の町で暮らしていた。苦労している母親の手助けをするために、大学に進学せずに就職することを希望していた令児は、自分の住む町を出たいと心の底では願いつつも半ば諦めて、自分が町に縛られていることを理解しながら漠然と日々を過ごしていた。
しかし、ある日ふとしたきっかけで、令児の好きなアイドルグループ「アクリル」のメンバーの青江ナギと知り合い、親しくなる。令児は身の上の話をしながら、ナギからの頼みで町を案内するが、彼女は町の自殺の名所である「情死ヶ淵」を話題に出し、「私たちも今から心中しようか」と持ちかける。

## 登場人物
声の項はPVの声優。
黒瀬 令児（くろせ れいじ）
本作の主人公。向津高等学校に在学中。
表面上は普通に振る舞っているが、本当は家族にも自身の暮らす町にも絶望しており、町を出る事を強く願っている。学校の成績は良好な様子で教師の柴沢からも大学進学を薦められているが、認知症の祖母と引きこもりの兄がいる家庭の事情から大学進学は諦めており、地元での就職を考えている。引きこもりの兄のため、コンビニに食べ物を買いに行ったところ、アルバイトとして働くナギに出会う。ナギに誘われて肉体関係を持ち、その後情死ヶ淵で心中しようとするが、巡回中だった担任の柴沢に止められ、その後彼女とも肉体関係を持つようになる。
青江 ナギ（あおえ ナギ）
アイドルグループ「アクリル」のメンバー。20歳。似非森とは婚姻関係。
「病気の治療のため」という理由でアイドルの活動を休止し、田舎のコンビニでアルバイトをしているところで、令児に出会う。令児が玄にパシリにされている事に気付く。後日、「生きている理由も死にたい理由もない」と令児を心中に誘う。
秋山 朔子（あきやま さくこ）
声 - 加隈亜衣
令児の幼なじみ。紫葉女学院高等学校に通っている。実家の「秋山茶舗」に因んで、愛称はチャコ。
ぽっちゃり体型にメガネにお団子ヘアがトレードマーク。アイドルや小説が好きな外見通りのオタク。
自身がハマっている「アクリル」を令児にも勧める。
性格や外見とは裏腹に学業優秀で早稲田大学を目指している。
令児と同様に、家族にも町にも絶望しており、東京の大学に進学することを望んでいる。令児に思いを寄せている。ネットカフェで令児と肉体関係を持つよう迫ろうとしたところを柴沢に聞かれ、柴沢によって事の一部始終を学校に報告され、令児に好意を抱く柴沢と次第に対立するようになる。
柴沢 由里（しばさわ ゆり）
声 - 日笠陽子
令児の通う高校の教師。29歳。生徒からの愛称は「柴ちゃん先生」。卓球の元国体選手。
いつからか毎年同じことを教える教師としての仕事に苛立つようになり、何もない退屈な生活に麻痺していたが、ナギと心中しようとしていた令児を偶然発見し助けてしまう。令児に「助けて」と頼まれたことで不健全な使命感に目覚め、さらに令児と肉体関係を持った事で歪んだ恋愛感情と使命感の狭間で暴走していくようになる。
峰岸 玄（みねぎし げん）
声 - 水中雅章
令児とチャコの幼なじみ。有限会社峰岸建設の社長の息子。
幼なじみのチャコが虐められてるところを令児が助け、その後令児が攻撃されるようになるが、それを助けたのが玄。令児に貸しをつくり、パシリにしている。父親の会社は建設会社ではあるものの、実態は半ば暴力団体のようなもので、町でもかなり顔がきく模様である。自分は決して町を出ることが許されない事を悟っており、そのためか令児やチャコが町を出ようとしている素振りを見せると激怒する。特に令児には執着めいた感情を向けている。
黒瀬 夕子（くろせ ゆうこ）
声 - 中原麻衣
令児の母親。
引きこもりの長男と認知症の母親の面倒を見ながら看護助手の仕事を続け、日々に疲れているが、周囲にはそんな事を微塵も感じさせぬよう気丈にふるまっているが、実際は長男や母の世話も令児に押し付けることが多く、令児にもまともな愛情を向けられていない。玄の父親の情婦でもあり、玄はその事を知っていたが令児には知らされていなかった。　　
似非森 耕作（えせもり こうさく）
小説家。夕子とは中学校の同級生。本名は野添 旭（のぞえ あきら）。
町の生まれではないものの、中学生の時に東京から町に引っ越し、その後少なくとも高校時代までは町で暮らしていた。しばらく町から出ていたが、実家の母の介護のためという名目で最近になってナギと共に町に戻ってきている。夕子は令児に「悪い男だから関わるな」と言っている。
人間性にかなり問題がある人物。

## 展開
2020年10月には、魔法のiらんどとのコラボ企画として短編小説コンテストが開催された。
2021年3月には、単行本4巻の発売記念として、声優の日笠陽子が柴沢由里の声を担当するPVが公開された。

## 書誌情報
- 峰浪りょう『少年のアビス』集英社〈ヤングジャンプコミックス〉、全18巻
  1. 2020年7月17日発売[14][15]、ISBN 978-4-08-891601-9
  2. 2020年9月18日発売[16]、ISBN 978-4-08-891667-5
  3. 2020年12月18日発売[17]、ISBN 978-4-08-891798-6
  4. 2021年3月18日発売[18]、ISBN 978-4-08-891818-1
  5. 2021年6月18日発売[19]、ISBN 978-4-08-892006-1
  6. 2021年9月17日発売[20]、ISBN 978-4-08-892071-9
  7. 2021年12月17日発売[21]、ISBN 978-4-08-892163-1
  8. 2022年3月18日発売[22]、ISBN 978-4-08-892244-7
  9. 2022年6月17日発売[23]、ISBN 978-4-08-892339-0
  10. 2022年9月16日発売[24]、ISBN 978-4-08-892428-1
  11. 2022年12月19日発売[25]、ISBN 978-4-08-892563-9
  12. 2023年3月17日発売[26]、ISBN 978-4-08-892628-5
  13. 2023年6月19日発売[27]、ISBN 978-4-08-892717-6
  14. 2023年9月19日発売[28]、ISBN 978-4-08-892819-7
  15. 2023年12月19日発売[29]、ISBN 978-4-08-893052-7
  16. 2024年3月18日発売[30]、ISBN 978-4-08-893163-0
  17. 2024年7月18日発売[31]、ISBN 978-4-08-893206-4
  18. 2024年10月18日発売[32]、ISBN 978-4-08-893384-9

## テレビドラマ
2022年9月2日（1日深夜）から10月21日（20日深夜）まで毎日放送の「ドラマ特区」枠で放送された。主演は本作が連続ドラマ初主演となる荒木飛羽。

### キャスト

#### 主要人物
黒瀬令児
演 - 荒木飛羽
向津高等学校に通う高校2年生。実家や町から出られない事に絶望を感じている。青江ナギのファン。
青江ナギ〈20〉
演 - 北野日奈子
アイドルグループ「アクリル」のメンバー。コンビニでバイトしており、そこで令児と出会う。直後にアイドル活動を無期限休養する。
秋山朔子
演 - 本田望結
令児と玄の幼馴染。町を出ると令児と約束した。 愛称は実家である「秋山茶舗」にちなんで「チャコ」。ナギのファン。
峰岸玄
演 - 堀夏喜（FANTASTICS）
令児とチャコの幼馴染。有限会社「峰岸建設」の社長の息子で、高校には進学せず働いている。令児をパシリに使っている。
柴沢由里〈29〉
演 - 松井玲奈
令児の担任で、令児に執拗につきまとう。愛称は「柴ちゃん先生」。
似非森耕作〈46〉
演 - 和田聰宏
小説家。令児の母・夕子とは中学の同級生。本名は「野添旭」。
黒瀬夕子
演 - 片岡礼子
令児の母親。看護助手。認知症の母と引きこもりの長男の面倒をみている。令児のことを実家に縛り付けてしまっている。

#### 令児の家族
祖母
演 - 麻生瑛子
令児の祖母。認知症を患っている。
黒瀬一正
演 - 渡辺佑太朗
令児の兄。引きこもりで家から外出する事はなく、家族と顔をあわせる事はほとんどない。気に入らない事があると大声で怒鳴りつけるので、夕子も令児も怒らせないように気を遣っている。

#### ゲスト

##### 第1話
二人連れの女性
演 - 三橋栄香、中村祐美子
似非森耕作の著作「春の棺」の聖地巡礼で、「情死ヶ渕」の場所を朔子に尋ねる。
玄の仲間（峰岸建設の社員）
演 - 瀧井楓馬（第2話）、湯上響花、田原イサヲ（第2話）、奥村佳代

###### アイドルグループ「アクリル」のメンバー
桜美優
演 - 村島未悠（最終話）
萌葱清花
演 - 彩香（最終話）
山吹すず
演 - 涼田麗乃（最終話）

##### 第2話
女生徒
演 - 七瀬恋彩
由里に話しかける女生徒。
コンビニの店長
演 - 大堀こういち（第3･4話）
ナギが勤務してる店の店長。玄からの圧力でナギを解雇する（第3話）。

##### 第3話
朔子の母
演 - 山野海（第4話）
秋山茶舗の客
演 - 薄井伸一
高齢男性客。お釣りの受け渡しの時に朔子の手を握る。

### スタッフ
- 原作 - 峰浪りょう『少年のアビス』（集英社『週刊ヤングジャンプ』連載中）
- 監督 - かとうみさと、湯浅弘章
- 脚本 - 狗飼恭子
- 音楽 - 安達練
- オープニング主題歌 - 理芽「インナアチャイルド」（KAMITSUBAKI RECORD）[37]
- エンディング主題歌 - SpendyMily「Iris」[37]
- 特殊造形 - 中田彰輝
- 医療監修 - 佐々木理恵、佐藤真理子
- アクションコーディネーター - 早瀬重希
- インティマシーコーディネーター - 西山ももこ
- 制作プロダクション - ホリプロ
- 製作 - 「少年のアビス」製作委員会、毎日放送

### 放送日程
| 話数   | 放送日   | 放送日       | 監督         |
| 話数   | 毎日放送 | テレビ神奈川 | 監督         |
| ------ | -------- | ------------ | ------------ |
| 第1話  | 09月02日 | 09月01日     | かとうみさと |
| 第2話  | 09月09日 | 09月08日     | かとうみさと |
| 第3話  | 09月16日 | 09月15日     | 湯浅弘章     |
| 第4話  | 09月23日 | 09月22日     | 湯浅弘章     |
| 第5話  | 09月30日 | 09月29日     | かとうみさと |
| 第6話  | 10月07日 | 10月06日     | かとうみさと |
| 第7話  | 10月14日 | 10月13日     | 湯浅弘章     |
| 最終話 | 10月21日 | 10月20日     | かとうみさと |

### ネット局
| 放送期間                | 放送時間                     | 放送局       | 対象地域   | 備考              |
| ----------------------- | ---------------------------- | ------------ | ---------- | ----------------- |
| 2022年9月1日 - 10月20日 | 木曜 23:00 - 23:30           | テレビ神奈川 | 神奈川県   | 1時間59分先行放送 |
| 2022年9月2日 - 10月21日 | 金曜 0:59 - 1:29（木曜深夜） | 毎日放送     | 近畿広域圏 | 製作局            |
|                         | 金曜 23:00 - 23:30           | 千葉テレビ   | 千葉県     |                   |
| 2022年9月8日 - 10月27日 | 木曜 22:30 - 23:00           | とちぎテレビ | 栃木県     |                   |
|                         | 木曜 23:00 - 23:30           | テレビ埼玉   | 埼玉県     |                   |
|                         | 木曜 23:30 - 翌 0:00         | 群馬テレビ   | 群馬県     |                   |

### ネット配信
| 配信開始月 | 配信サイト    | 配信料金     | 備考       |
| ---------- | ------------- | ------------ | ---------- |
| 2022年9月  | TVer          | 広告付き無料 | 見逃し配信 |
| 2022年9月  | MBS動画イズム | 広告付き無料 | 見逃し配信 |
| 2022年9月  | GYAO!         | 広告付き無料 | 見逃し配信 |
| 2022年9月  | Hulu          | 定額制有料   |            |

| 毎日放送 ドラマ特区 | 毎日放送 ドラマ特区 | 毎日放送 ドラマ特区 |
| 前番組              | 番組名              | 次番組              |
| ------------------- | ------------------- | ------------------- |
| FLAIR BARTENDER'Z   | 少年のアビス        | 恋と弾丸            |

## 朗読劇
2025年7月3日から7月6日にかけて「朗読劇『少年のアビス』presented by eeo Stage」が、あうるすぽっとにおいて上演予定。

### キャスト（朗読劇）
| 日程   | 日程 | 黒瀬令児 | 青江ナギ | 秋山朔子   | 峰岸玄 | 柴沢由里   | 似非森浩作 | 黒瀬夕子 |
| ------ | ---- | -------- | -------- | ---------- | ------ | ---------- | ---------- | -------- |
| 7月3日 | 13時 | 宮崎湧   | 阪口珠美 | 本西彩希帆 | 濱健人 | 相羽あいな | 萩野崇     | 田中良子 |
| 7月3日 | 18時 | 宮崎湧   | 阪口珠美 | 豊田萌絵   | 濱健人 | 富田麻帆   | 萩野崇     | 田中良子 |
| 7月4日 | 13時 | 宮崎湧   | 阪口珠美 | 豊田萌絵   | 狩野翔 | 相羽あいな | 萩野崇     | 田中良子 |
| 7月4日 | 18時 | 汐谷文康 | 阪口珠美 | 本西彩希帆 | 狩野翔 | 日笠陽子   | 萩野崇     | 田中良子 |
| 7月5日 | 11時 | 汐谷文康 | 伊藤美来 | 豊田萌絵   | 濱健人 | 日笠陽子   | 萩野崇     | 高垣彩陽 |
| 7月5日 | 15時 | 汐谷文康 | 伊藤美来 | 本西彩希帆 | 濱健人 | 富田麻帆   | 萩野崇     | 田中良子 |
| 7月5日 | 19時 | 宮崎湧   | 阪口珠美 | 本西彩希帆 | 濱健人 | 富田麻帆   | 萩野崇     | 田中良子 |
| 7月6日 | 12時 | 宮崎湧   | 阪口珠美 | 本西彩希帆 | 狩野翔 | 相羽あいな | 萩野崇     | 高垣彩陽 |
| 7月6日 | 16時 | 宮崎湧   | 阪口珠美 | 豊田萌絵   | 狩野翔 | 富田麻帆   | 萩野崇     | 田中良子 |

### スタッフ（朗読劇）
- 原作：峰浪りょう（「週刊ヤングジャンプ」連載／集英社）
- 演出：田邊俊喜
- 脚本：Spacenoid Writers’ Room（平瀬美紀、白川ユキ）
- 音楽：manzo、小林未季
- 美術：平山正太郎
- 照明：太田明希（Light Vision）
- 音響：田中慎也
- 映像：曾根久光
- 衣装：永井省伍
- ヘアメイク：工藤聡美
- 演出助手：竹内貴香
- 舞台監督：田中聡
- 宣伝写真：尾崎篤志（T.S.コンサルティング）
- 宣伝ヘアメイク：堀口裕実子
- プロデューサー：中塚進一
- 主催：eeo Stage／株式会社A3